# Capra e fagioli
Lo stufato di capra e fagioli o più semplicemente capra e fagioli (in ligure: Crava e faxeu) è un piatto tipico dell'entroterra imperiese.

## Descrizione
Si tratta di uno stufato a base di carne di capra (preferibilmente spalla), cotta a lungo a fuoco lento con aromi, vino bianco e, nell'ultima parte di cottura, fagioli bianchi, preferibilmente fagioli di Pigna.